# FN F2000
FN F2000 är en automatkarbin tillverkad av Fabrique Nationale de Herstal (FN Herstal). Vapnet är helautomatiskt och använder sig av kalibern 5,56 × 45 mm NATO. F2000 presenterades för första gången i mars 2001 under IDEX försvarsutställning som hölls i Abu Dhabi i Förenade Arabemiraten.

## Användare
- Belgien - Använd av Special Forces Group av Belgiens försvarsmakt Land Component.[7][8]
- Chile - Specialförband.[9]
- Kroatien - Den kroatiska armén testade geväret 2006. Från och med 2008 är det 1:a luftburnna kompaniet av the Special Operations Battalion det enda arméförband utrustad med detta vapen. Enligt inofficiella beräkningar har 100 gevär köpts.[10]
- Indien - Använd av Special Protection Group.[11]
- Libyen - Köpte 367 F2000-gevär tillsammans med andra diverse dödliga och icke-dödliga vapensystem från FN Herstal 2008, och leveranser påbörjades 2009.[12] I Libyska inbördeskriget 2011 erövrade libyska rebellstyrkor ett antal av dessa vapen från styrkor lojala till Gaddafi-regimen.[13]
- Nigeria - Department of State Services.[källa behövs]
- Pakistan - Använd av SSW och den pakistanska armén.[9][14]
- Peru - Specialförband.[9]
- Polen - I begränsad användning av GROM-specialförband.[15][16]
- Saudiarabien - Det saudiarabiska nationalgardet köpte 55 000 gevär 2005.[17][18]
- Slovenien - I juni 2006 tecknade det slovenska försvarsministeriet ett avtal med FN Herstal som innefattar förvärv av 6 500 F2000-gevär som de nya standard-gevären i den slovenska armén tillsammans med 40 mm-GL1 granatkastaren.[19] Detta är utan tvekan första gången som ett europeiskt och NATO-land har bekräftat att det ska använda detta gevär i stor skala. Den slovenska armén ska i slutändan köpa 14 000 gevär.[20]
- Spanien - Den spanska armén och Policía Nacional.[källa behövs]

### Icke-statliga aktörer
- al-Quds Brigades[21]